# De hellestokers
De hellestokers is het 154ste stripverhaal van Jommeke. De reeks wordt getekend door striptekenaar Jef Nys.

## Verhaal
Op een gegeven moment komen er twee pestkopjes bij Jommeke thuis. Ze komen het nieuws brengen dat hun volkje wordt geteisterd door vreselijke kwelduivels. De vrienden willen redding brengen. Doch, Jommeke en Filiberke worden zelf gevangengenomen door de kwelduivels. Nu moeten ze immers werken voor de vreselijke kwelduivels. Hun taak is water rond brengen voor de slaven. Na wat speurwerk komen Jommeke en Filiberke erachter dat alle kwelduivels de pestkopjes nodig hebben om in de grot de warmte te kunnen behouden en daarom moeten ze werken. De pestkopjes zijn dus nodig om alles te verwarmen. Flip haalt Professor Gobelijn, die een vloeistof gebruikt om alles te laten bevriezen. Alle kwelduivels worden hierdoor meteen uitgeschakeld.
Tot slot als Jommeke uit zijn bed valt en wakker is, merkt hij dat alles maar een verschrikkelijke droom was.

## Achtergronden bij het verhaal
- De pestkopjes kwamen al eerder voor in album 107.